# 余瀛鳌
余瀛鳌（1933年3月—2023年11月2日），字荣成，号未病，男，汉族，江苏阜宁人，中国中医学家，中国中医科学院中国医史文献研究所主任医师、研究员。第四届国医大师。

## 家族
曾祖余赞襄。祖父余奉仙。父亲余无言。